# 高阳台·接叶巢莺
《高阳台·接叶巢莺》，是南宋词人张炎在宋亡国后的词作。

## 诗词原文
|  | 接叶巢莺，平波卷絮，断桥斜日归船。 能几番游？看花又是明年。 东风且伴蔷薇住，到蔷薇、春已堪怜。 更凄然，万绿西泠，一抹荒烟。 当年燕子知何处？但苔深韦曲，草暗斜川。 见说新愁，如今也到鸥边。 无心再续笙歌梦，掩重门、浅醉闲眠。 莫开帘。怕见飞花，怕听啼鹃。 |

## 背景
这首词是张炎在宋亡国后的词作，借杭州西湖暮春风景的话题，抒发亡国之痛。

## 评价
陈廷焯：“凄凉幽怨，郁之至，厚之至。”

## 脚注
1. ↑  化用杜甫诗：“接叶暗巢莺。